# Géranium luisant

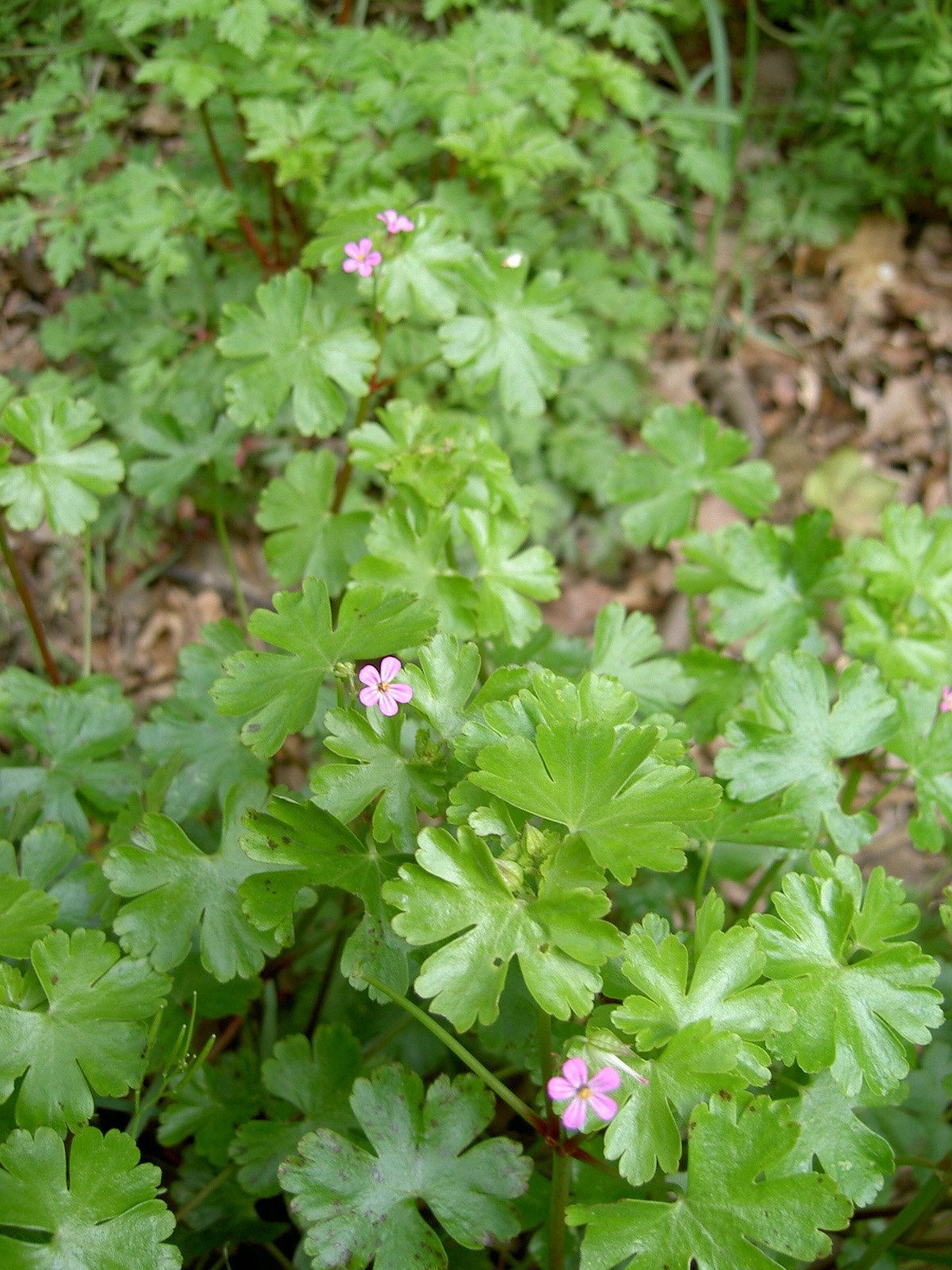
Geranium lucidum
Espèce
Classification phylogénétique

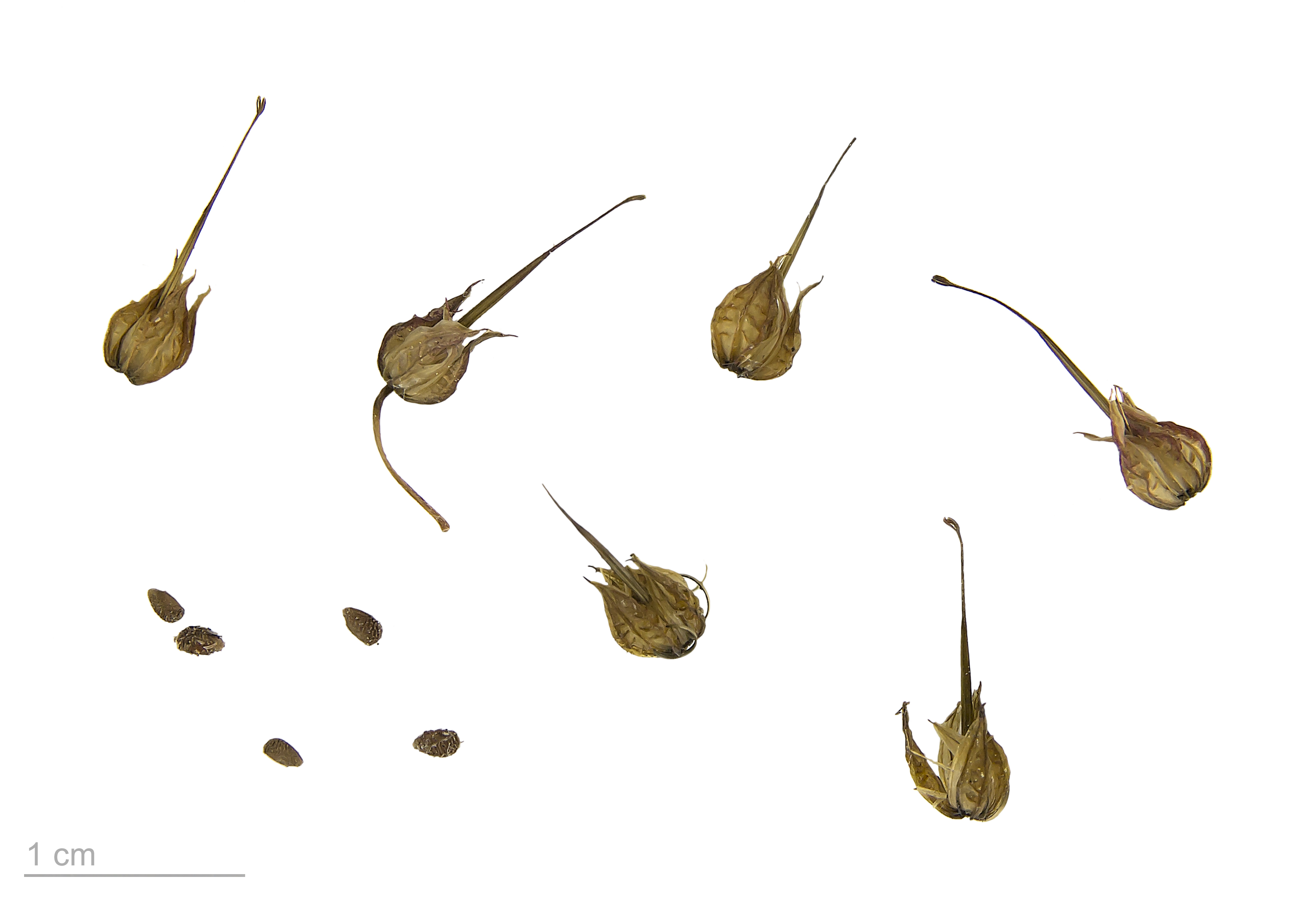
Geranium lucidum - MHNT

Le Géranium luisant (Geranium lucidum) est une plante de la famille des Géraniacées.

## Description
C'est une plante herbacée annuelle, assez petite de 10 à 30 cm de hauteur à très petites fleurs rouges. Les feuilles sont arrondies, glabres et lisses.

## Caractéristiques
Organes reproducteurs
- Couleur dominante des fleurs : rose presque rouge
- Période de floraison : juin-septembre
- Inflorescence : racème de cymes unipares hélicoïdes
- Sexualité : hermaphrodite
- Pollinisation : entomogame, autogame

Graine
- Fruit : capsule
- Dissémination : épizoochore

## Habitat et répartition
C'est une pionnière des clairières et lisières.
Elle se répartit dans l'Asie occidentale, l'Afrique septentrionale, et l'Europe centrale et méridionale. En France métropolitaine elle est présente dans presque tous les départements, bien que plus rare au nord et à l'est. Les données de l'INPI sont plus préoccupantes avec disparition de 7 départements de l'est de la France et de 28 autres principalement du sud (sud-ouest et pourtour méditerranéen). Elle s'est établie sur la cote Ouest des États-Unis (Californie et Oregon), où elle est considérée comme une espèce invasive.